# Tropaeolum polyphyllum
Tropaeolum polyphyllum là một loài thực vật có hoa trong họ Tropaeolaceae. Loài này được Cav. miêu tả khoa học đầu tiên năm 1797.